# レゲア
レゲア（Legea）は、イタリアのナポリ県ポンペイに本社を置くスポーツウェアメーカーである。
1993年創業。現在はサッカークラブを中心にユニフォームサプライヤーとして世界各地のチームと契約している。
2010年に北朝鮮代表とユニフォーム使用契約を交わし、2010 FIFAワールドカップではレゲア製のユニフォームが用いられた。